# Anna Hübler (Politikerin)
Anna Hübler (* 23. Dezember 1876 in Leipzig; † 24. Juni 1923 in Schkeuditz) war eine deutsche Politikerin und Abgeordnete der Weimarer Nationalversammlung für die USPD.
Hübler war die Tochter des sozialdemokratischen Buchdruckers Konrad Müller. Sie besuchte die Bürgerschule und arbeitete als Kontoristin, ehe sie den Schriftsetzer Paul Hübler heiratete. Durch ihren Vater und ihren Ehemann kam sie mit der Sozialdemokratischen Partei in Berührung, zu deren Führern im Regierungsbezirk Halle-Merseburg beide Männer zählten.
1917 wurde Hübler wie ihr Mann und ihr Vater Mitglied in der links von der SPD stehenden USPD. Für diese Partei kandidierte Hübler in der Frühphase der Weimarer Republik für verschiedene politische Ämter. Von 1919 bis 1920 war sie Mitglied der Weimarer Nationalversammlung. Ihre Versuche, in den Reichstag (1920), den sächsischen Provinziallandtag und den Preußischen Landtag (1921) gewählt zu werden, scheiterten.